# 金谷ヒデユキ
金谷 ヒデユキ（かなや ヒデユキ 、本名：金谷 英孝（読み同じ）、1965年10月4日 - ）は、日本のお笑い芸人、声優である。群馬県安中市出身。81プロデュース所属。

## 経歴

### デビュー当初
安中市立原市小学校、安中市立第二中学校、群馬県立中央高等学校（現:群馬県立中央中等教育学校）卒業、群馬ゼミナール中退。
渡辺プロダクションが開いていたABブラザーズの弟分募集オーディションを受け、その勉強会に一年ほど参加していたが（その場にはホンジャマカ結成前の石塚英彦や恵俊彰などが居た）「今後はアイドル性のあるやつを残す」といった事務所の方針から合わず、その後プロダクション人力舎に所属する。
1988年デビュー。その後一年ほど経った頃から、それまで楽器には一切触れた事が無い中でギターを用いた歌ネタをやり始める。それ以前には漫談をやってみたり、身体を張って裸になってみたりもしていたが、ネタの全くウケない日々が続いていたという。

### ボキャブラ芸人時代
『タモリのSuperボキャブラ天国』などの演芸番組では、「黒ネコのタンゴ」の替え歌で蓮舫のサッポロ黒ラベルのCMでの「生意気ぶり」を皮肉って「一体何様のつもりだよ」と歌っていた。『ボキャブラ天国』では毒舌が目立つため『地獄のスナフキン』をキャッチフレーズを気にしていた。同番組での芸風は、ギターを演奏しながら他者（主に『ボキャブラ天国』の出演者）をネタにした替え歌を歌うというものだった。一方ライブではオリジナルの歌も発表していた。
BOOMERの伊勢浩二と仲が良く、『ボキャ天』の替え歌でも伊勢の事を盛り込んだ歌を披露した。現在でも伊勢の舞台に参加する等の親交があった。しかし、金谷が漫才協会の先輩芸人に可愛がられていた事を嫉妬した伊勢から「お前の芸は認めん！」と言い放たれ一時期疎遠となっていたが、現在は和解している。
『家族そろってボキャブラ天国』の最終回（1998年9月8日）では、ボキャブラ最強王座決定戦にて1位をとり、賞金100万円を獲得。その後インディーズレーベルよりCDを発売、芸人としての活動を休止し、音楽家になり、ライブを中心に活動する。

### 音楽家・声優としての活動
2004年3月より、『金谷ヒデユキ&JAF』（邪道アコースティックファクトリー）として活動開始。
2006年5月8日から2007年6月まで、声優の山口勝平とともに、インターネットラジオ配信サイト音泉にて『勝平・金谷のディナーショー』（毎月第2･第4月曜日更新）に出演。2007年、『黒田崇矢&大塚明夫 Knock Out Voice!!』に、所属事務所の関係から大塚明夫の代役として黒田崇矢の相手役を務めて以後、2007年11月16日に放送終了となるまで、番組へ参加するようになる。
2008年2月1日付けでウォーターオリオンを退所し、2008年5月1日付けで81プロデュースにジュニア所属となった。

### 芸人としての活動再開
2008年9月28日に『タモリのボキャブラ天国大復活祭』が放送された際には、同番組には出演しなかったが、過去の映像に金谷が映っていたほか、またTake2のネタにも金谷の名前が使われた。
2009年12月10日に、BOOMER主催のライブに出演し、11年ぶりにネタを披露する。R-1ぐらんぷり2010に出場し、2009年12月30日の1回戦、2010年1月29日の2回戦をいずれも突破。また、R-1ぐらんぷり2013では2013年1月27日に開催された準決勝まで勝ち進んだ。
2011年1月3日に『年初め雑学王 雑学芸人VS伸び悩み懐かし芸人 大バトルスペシャル』に出演、時事ネタの替え歌をアコースティック・ギターによる弾き語りで披露した。
2011年8月12日に、新宿・「ハイジアV-1」にて『金谷ヒデユキ単独ライブ〜やっぱり、お笑い好きみたい〜』というタイトルで芸人・金谷ヒデユキとしての単独ライブを開催した。
2016年6月21日、TBSラジオ『爆笑問題カーボーイ』のコーナー「私も福山歌ってみました」に自らネタを投稿、それを発見したスタッフのオファーによりサプライズゲストとして出演。「アンパンマンのマーチ」の替え歌で『笑点』ネタを披露した。同年、漫才協会に入会。

## 現在の活動状況
近年は漫才協会所属の漫談家として、浅草東洋館の定席興行などの舞台に立っている。
ウォーターオリオンでの扱いは「ミュージシャン」だったが、声優が中心のプロダクションなので、最近では音楽活動の他に、パチスロ機やゲーム、アニメなどで声優としても活躍している。また『東京国際アニメフェア』の中の「アニメーション事業者協会」のマスコットである「キャラ丸くん」で、初めてのアニメテーマとなる「あしなみマーチ〜足並み揃わず歩いてゆこう」を作詞作曲している。また『ドラゴンカフェ声優塾』でも講師を務めていた。
本人は「もう替え歌は唄わない」と公言しているが、『ボキャブラ天国』で競演した爆笑問題の太田光も、その才能には一目を置いているという。しかし2009年からのクロガネでは「地獄のスナフキンコーナー」がありそこで生放送でしかきけないあぶない替え歌を披露している（オンデマンドではほぼカット）。
現在活動中の「邪道アコースティックファクトリー」のメンバーは
- 小澤修（ヴァイオリン、コーラス）
- えのっち（ドラムス、コーラス。別名：池田“えのやん”幸範）

を加えての3人編成をメインとしている。タイミングによって、ミュージカル・ディレクターとしても参加している
- 野島健太郎（ギター、キーボード、ベース、他）
- 畑野嘉男（ギター、ベース）
- Q（ベース）
- ゴンザレス斉藤（ベース）

他も、レコーディングやライブで時々サポートしている。

## 出演

### テレビアニメ
2007年
- ロケットガール（守衛）

2008年
- ゴルゴ13（ムルザング、男、バンドマン）
- スケアクロウマン（旅芸人の父）
- ぜんまいざむらい（ホウキ屋、牧場主、町人男、男A 他）
- デュエル・マスターズ クロス（手下A）
- テレパシー少女 蘭（おとっつぁん、部員C、司会者）
- まめうしくん（いなずうま）
- MAJOR 4th season（ギャレット、ロッドマン）

2009年
- 真マジンガー 衝撃!Z編 on television（五右衛門）
- デュエル・マスターズ クロス（青ドラゴン）

2010年
- あそびにいくヨ!（案善補）
- けいおん!!（堀込先生）
- デュエル・マスターズ クロスショック（ヤミノストライク）
- ぬらりひょんの孫（鼠妖怪）
- 四畳半神話大系（インストラクター）

2011年
- SKET DANCE（北大路）
- プリティーリズム・オーロラドリーム（AD、ディレクター）
- ポケットモンスター ベストウイッシュ（戦闘員A）
- レベルE（横田国光）

2012年
- リコーダーとランドセル（2012年 - 2013年、教頭先生、通行人B、男子学生A、教頭先生、ナレーション 他） - 3シリーズ

2013年
- にゅるにゅる!!KAKUSENくん

2015年
- カードファイト!! ヴァンガードG（白切）
- プリパラ（キツネ）
- 山田くんと7人の魔女（長髪ヤンキー、金谷くん）

2017年
- 笑ゥせぇるすまんNEW（加米良鉄也）
- THE REFLECTION（評論家、男2）

2024年
- 菜なれ花なれ（愛江田信彦）

### 劇場アニメ
- 映画けいおん!（2011年、堀込先生）

### OVA
- 珍遊記 -太郎とゆかいな仲間たち-（2009年、竜、隊長、老人B）
- 山田くんと7人の魔女（2015年、長髪ヤンキー）※コミックス第17巻アニメDVD同梱特装版

### Webアニメ
- 爆丸ジオガンライジング（2021年、クラカノイド）

### ゲーム
- 龍が如く（2005年、平田社長）
- ドラえもん のび太の恐竜2006 DS（2006年、イエローハンター）
- ドラえもん のび太の新魔界大冒険DS（2007年、イーブル）
- デキる男のモテライフ 昼のモテ講座編・夜のモテ実戦編（2008年）
- タクトオブマジック（2009年）
- 幻想水滸伝 紡がれし百年の時（2012年、シャルフ）

### パチスロ
- 燃えよ!功夫淑女（2006年・山佐、飯店店員）

### 吹き替え

#### 映画（吹き替え）
- キャデラック・レコード 音楽でアメリカを変えた人々の物語（チャック・ベリー〈モス・デフ〉）
- シング・ストリート 未来へのうた（ブレンダン〈ジャック・レイナー〉）
- スモーキング・ハイ
- トレジャー・バディーズ 〜小さな5匹の大冒険〜
- マーベル・シネマティック・ユニバース（コーグ〈タイカ・ワイティティ〉）
  - マイティ・ソー バトルロイヤル[10]
  - アベンジャーズ/エンドゲーム[11]
  - ソー:ラブ&サンダー[12]
- ムーンライト（大人のケヴィン〈アンドレ・ホランド〉、ティーンエイジャーのケヴィン〈ジャレル・ジェローム〉）

#### ドラマ
- アーロン・ストーン（ネクロス）
- iCarly
- ALCATRAZ/アルカトラズ
- グッド・ワイフ2
- 恋のからさわぎ
- ナース・ジャッキー2（神）
- ボルジア家 愛と欲望の教皇一族
- ミディアム6 霊能者アリソン・デュボア（ケリガン）

#### アニメ
- アドベンチャー・タイム
- エイリにゃん（ベティ）
- おっはよー!アンクル・グランパ(アンドリューW.K.本人役)
- きかんしゃトーマス（ヘクター、チャーリー、作業員）※ テレビ東京版、NHK版
- トイ・ストーリー4（アクセル）
- ホワット・イフ...?（コーグ）
- みんなあつまれ!ワンダーパーク（ジューンのパパ）
- モンスターズ・ワーク（ゲイリー・ギブス）

### テレビ番組
- 平成名物TV トンガリ編（TBSテレビ、若手新人芸人がネタを披露する勝ち抜きコーナー「出て来いお笑い君」でテレビ初出演・1989年秋頃）
- こだわりTV PRE★STAGE（テレビ朝日、コーナー「平成お笑い王座決定戦」に出演・1989年 - 1992年頃）
- ザ・テレビ演芸（テレビ朝日、1989年 - 1991年頃）
- ますこっとたわー（TBSテレビ、1991年4月 - 6月）
- タモリ倶楽部（テレビ朝日、コーナー「人力舎ギャグ100連発!」に出演・1991年5月17日 - 24日）
- モーニングEye（TBSテレビ、金曜日のコーナー「WEEKポイント」の前に放送される替え歌・1991年 - 1993年頃）
- 爆笑GONGSHOW（関西テレビ、1991年）
- 笑売繁盛!（日本テレビ、1991年 - 1992年頃）
- 上岡龍太郎にはダマされないぞ!（フジテレビ）
- 世界で一番くだらない番組（フジテレビ）
- ラスタとんねるず'94（フジテレビ、「SPITTING IMAGE JAPAN」・クリントン（声）
- ボキャブラ天国（フジテレビ、1994年8月17日 - 1998年9月8日）
- M-STAGE（日本テレビ）
- THE夜もヒッパレ（日本テレビ）
- 第31回初詣!爆笑ヒットパレード（フジテレビ、1998年1月1日）
- 年初め雑学王 雑学芸人VS伸び悩み懐かし芸人 大バトルスペシャル（テレビ朝日、2011年1月3日）
- デコボコーン!（関西テレビ、2012年）うさやん役
- 笑点（日本テレビ、2015年7月26日）
- 爆笑問題&霜降り明星のシンパイ賞!!（テレビ朝日、2020年10月11日）
- 水曜日のダウンタウン（TBSテレビ、2021年10月6日）VTR出演
- クイズ！脳ベルSHOW！（BSフジ、2022年7月18、19、22日）
- しゃべくり007（日本テレビ、2024年4月1日）

### ラジオ
- 余談タイムス キリセン金谷と大塚寧々の今夜もシャボン玉（TBSラジオ、1991年 - 1992年）
- 金谷ヒデユキのパックインミュージック21（TBSラジオ、1992年 - 1993年）
- スーパーロッキンヘブン 金谷ヒデユキのいたずら電波（ラジオたんぱ）
- 小西克哉のなんだ?なんだ!（文化放送）
- 赤坂お笑いD・O・J・O（TBSラジオ）
- 爆笑問題カーボーイ（TBSラジオ）
- Air Place Saturday（ラジオ高崎、月1回出演。2018年 - 2019年）
- &RADIO（ラジオ高崎、隔週出演。2019年 - ）

### YouTube
- 金谷ヒデユキ　地獄のスナフキン（2020年 - ）
- 替録ch〜あなたの人生、教えてください（YouTubeインタビュー、2022年）

### CM
- お砂糖真時代協議会（1997年）
- アステル（1990年代、文化放送CM）
- 赤城乳業「ガツン、と」シリーズ - 2024年3月の「ガツン、とLIVE篇」CM（主演江頭2:50）のエキストラ（250名）に自ら応募してノーギャラ参加している

### 雑誌連載
- Wink Up（ワニブックス社）
- 話のチャンネル（日本文芸社）
- シンキング・ジャパン（実業之日本社）

### CD
金谷ヒデユキ
- 満員御礼（1992年）
- Do The Rollong（1996年）
- 走り出せ若者よ（1997年）
- 天国のスナフキン（1997年）
- 地獄のスナフキン（1997年）
- マホロバケイション（2000年）
- 水のリズム / ゲノム（2004年）
- honeybee 羊でおやすみシリーズ 特別編 「モテるオヤジのときめきベッドルーム」

金谷ヒデユキ&邪道アコースティックファクトリー
- チャージ完了（2005年）
- そして僕は歯を磨いている / 面接の歌（ミュージカル「With You」合格曲 / 挿入歌）（2006年）
- 原寸大（2008年）
- ラブ&ピース&おぼん&こぼん（2021年）
- 人間っていいね（2022年）

金谷ヒデユキ＆邪道アコースティックファクトリー with 黒田崇矢
- 今度の水曜日 / 夜を行こうぜ / 黒田崇矢という男（2007年）

ネットラジオ「黒田崇矢＆大塚明夫のKnock Out Voice!!」エンディング曲 / オープニング曲）

### DVD
金谷ヒデユキ&邪道アコースティックファクトリー
- 出産（2008年・町田cloveでのライブ）
- 詩吟JAF（2009年・赤坂GRAFFITIでの、詩吟アーティスト・井口弘子とのコラボレーション・ライブ）

### ビデオ
- 超世代!笑芸ビデオシリーズVol.1『金谷ヒデユキ』（1998年）
- MUSIC LIFE（1998年）

### 映画
- 金髪の草原（2000年）
- 道しるべ（2015年） - 主演・三船敏郎 役 ※仁科貴とのダブル主演
- ロボット修理人のAi（愛）（2021年）
- 漫才協会 THE MOVIE 舞台の上の懲りない面々（2024年3月1日、KADOKAWA/ミックスゾーン/中京テレビ放送/ミラクルヴォイス[13]）

### WEBラジオ
- 勝平・金谷のディナーショー（2006年 - 2007年）
- 黒田崇矢&大塚明夫 Knock Out Voice!!（2007年）後半より参加。
- ＆RADIO（2019年 - ラジオ高崎・隔週出演）
- 金谷ヒデユキのど～らく!?ラジオ（2020年 - Webラジオ Radio talk）

### インターネットテレビ
- 黒田崇矢・金谷ヒデユキのクロガネ（WorldNet.TV 2008年4月 - ）

### その他
- ケーキーズお菓子抗争（松田 / シュークリーム松田）
- R-1ぐらんぷり2010 3回戦進出
- R-1ぐらんぷり2013 準決勝進出
- 青天の霹靂 オーディオブック（轟晴夫 / ナレーション）

### シリーズ一覧
1. ↑  第1期『ド♪』（2012年）、第2期『レ♪』（2012年）、第3期『ミ☆』（2013年）